# Molophilus tuta
Molophilus tuta är en tvåvingeart som beskrevs av Günther Theischinger 1992. Molophilus tuta ingår i släktet Molophilus och familjen småharkrankar. Inga underarter finns listade i Catalogue of Life.